# Ecquetot
Ecquetot és un municipi francès situat al departament de l'Eure i a la regió de Normandia. L'any 2007 tenia 331 habitants.

## Demografia

### Població
El 2007 la població de fet d'Ecquetot era de 331 persones. Hi havia 120 famílies, de les quals 28 eren unipersonals (4 homes vivint sols i 24 dones vivint soles), 44 parelles sense fills i 48 parelles amb fills.
La població ha evolucionat segons el següent gràfic:
Habitants censats

### Habitatges
El 2007 hi havia 134 habitatges, 125 eren l'habitatge principal de la família, 8 eren segones residències i 1 estava desocupat. Tots els 132 habitatges eren cases. Dels 125 habitatges principals, 109 estaven ocupats pels seus propietaris, 15 estaven llogats i ocupats pels llogaters i 1 estava cedit a títol gratuït; 3 tenien dues cambres, 13 en tenien tres, 36 en tenien quatre i 73 en tenien cinc o més. 76 habitatges disposaven pel capbaix d'una plaça de pàrquing. A 35 habitatges hi havia un automòbil i a 82 n'hi havia dos o més.

### Piràmide de població
La piràmide de població per edats i sexe el 2009 era:
| Homes | Edats   | Dones |
| ----- | ------- | ----- |
| 0     | 95 o +  | 0     |
| 0     | 90 a 94 | 0     |
| 0     | 85 a 89 | 0     |
| 0     | 80 a 84 | 4     |
| 0     | 75 a 79 | 4     |
| 4     | 70 a 74 | 4     |
| 0     | 65 a 69 | 8     |
| 4     | 60 a 64 | 4     |
| 8     | 55 a 59 | 4     |
| 4     | 50 a 54 | 8     |
| 16    | 45 a 49 | 16    |
| 8     | 40 a 44 | 8     |
| 12    | 35 a 39 | 24    |
| 20    | 30 a 34 | 8     |
| 4     | 25 a 29 | 20    |
| 4     | 20 a 24 | 4     |
| 0     | 15 a 19 | 4     |
| 4     | 10 a 14 | 12    |
| 12    | 5 a 9   | 20    |
| 24    | 0 a 4   | 12    |

## Economia
El 2007 la població en edat de treballar era de 226 persones, 186 eren actives i 40 eren inactives. De les 186 persones actives 177 estaven ocupades (93 homes i 84 dones) i 9 estaven aturades (3 homes i 6 dones). De les 40 persones inactives 12 estaven jubilades, 13 estaven estudiant i 15 estaven classificades com a «altres inactius».

### Ingressos
El 2009 a Ecquetot hi havia 129 unitats fiscals que integraven 347 persones, la mediana anual d'ingressos fiscals per persona era de 20.436 €.

### Activitats econòmiques
Dels 5 establiments que hi havia el 2007, 2 eren d'empreses de construcció, 1 d'una empresa de comerç i reparació d'automòbils, 1 d'una empresa financera i 1 d'una entitat de l'administració pública.
Dels 2 establiments de servei als particulars que hi havia el 2009, 1 era un paleta i 1 fusteria.
L'any 2000 a Ecquetot hi havia 11 explotacions agrícoles que ocupaven un total de 357 hectàrees.

## Poblacions més properes
El següent diagrama mostra les poblacions més properes.